# Tessália

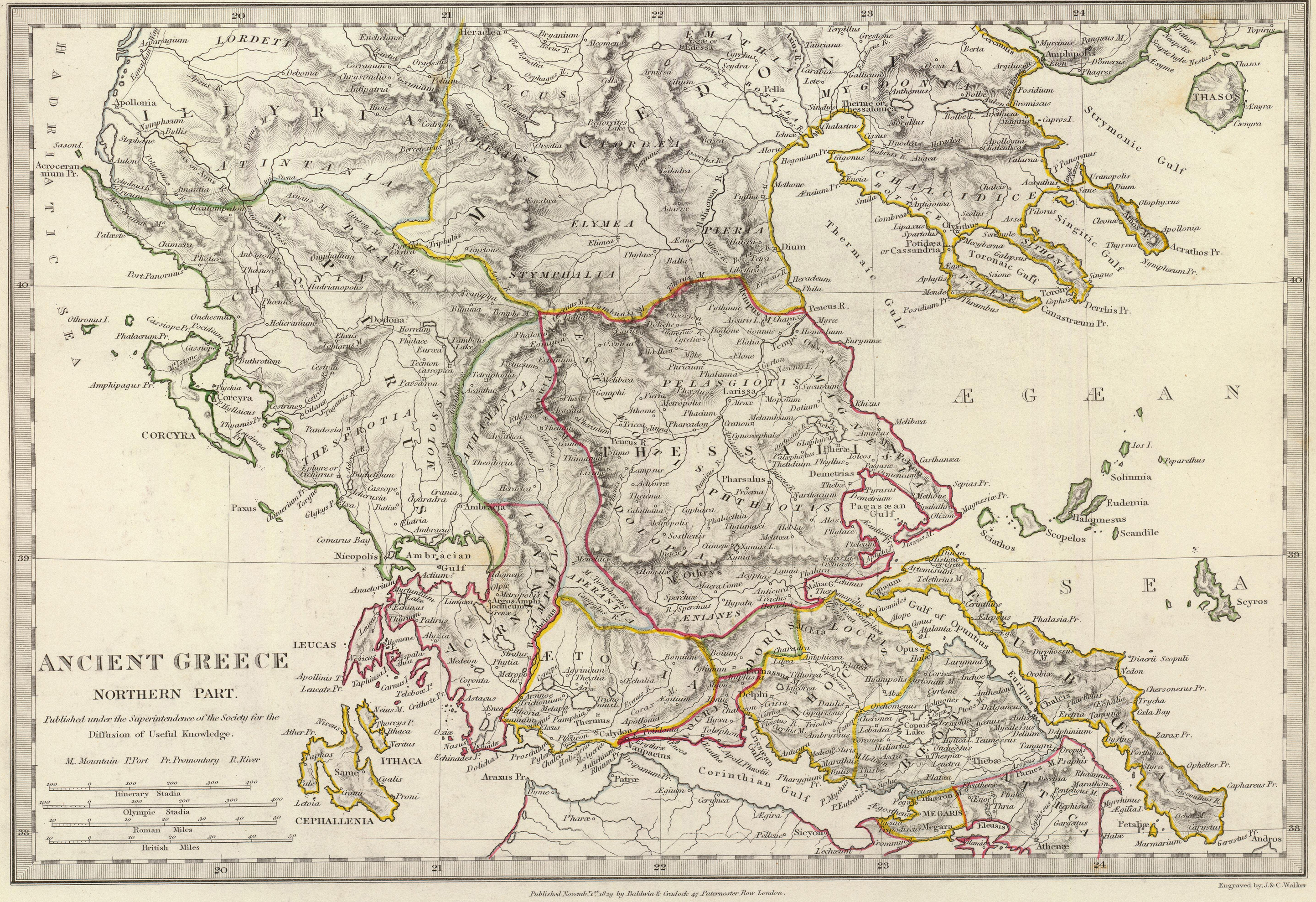
Mapa antigo da Grécia mostrando a região da Tessália (borda vermelha) no centro

Tessália (em grego: Θεσσαλία; romaniz.: Thessalía; em tessálio: Πετθαλία - Petthalía) é o nome tradicional de uma antiga região geográfica e de uma moderna região administrativa da Grécia. Ela faz fronteira com a Macedônia ao norte, o Epiro no oeste, a Grécia Central no sul e o Mar Egeu no leste. As Espórades também fazem parte da região.
Antes da Idade das Trevas grega, era conhecida como Eólia (Aeolia; Αἰολία) e é com este nome que ela aparece na Odisseia de Homero.
A região tornou-se parte da Grécia moderna em 1881 depois de quatro séculos e meio de controle otomano. Desde 1987, a região passou a ser uma das 13 regiões do país e está subdividida (desde o plano Kallikratis de 2010) em 5 unidades regionais e 25 municípios. A capital da região é Lárissa.
O porto mais importante é Vólos, o terceiro mais importante de toda a Grécia. Ao contrário da crença popular, a cidade de Tessalônica não fica na Tessália, mas na província da Macedônia (Thessaloniki significa "vitória sobre os tessálios" e não "vitória dos tessálios").

## Geografia

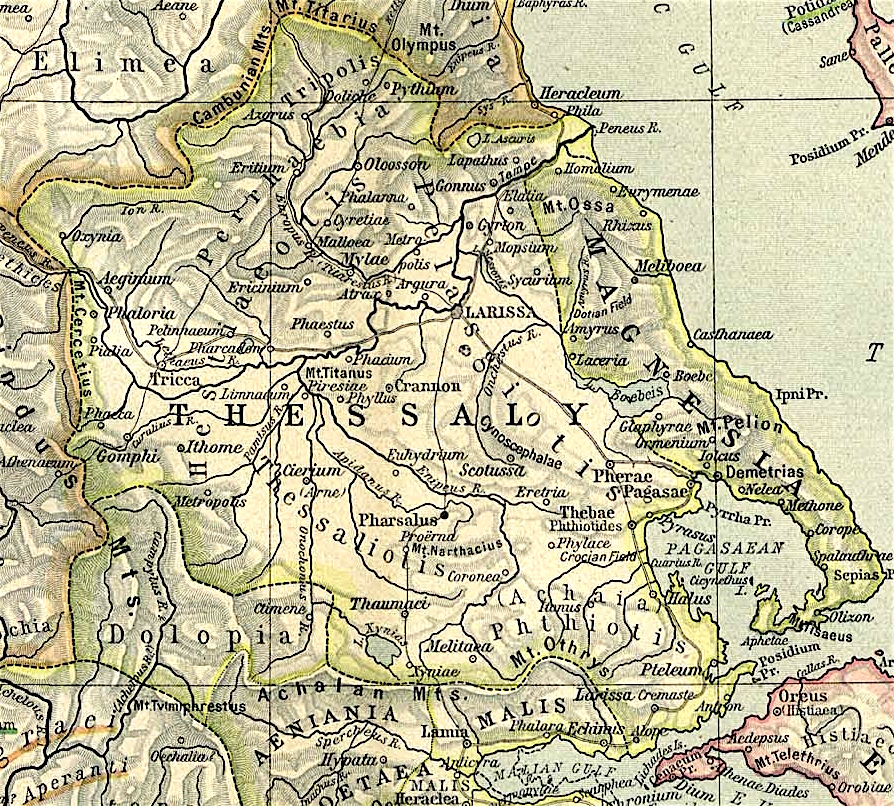
Tessália.

A Tessália ocupa o lado leste da bacia que corre da cordilheira de Pindo do sul da Macedônia até o Mar Egeu. A porção norte da região é dominada pelos picos da cordilheira, que se estende na direção sudoeste-nordeste e inclui o Monte Olimpo perto da fronteira macedônia. Entre estes picos estão rios e seus vales. A extremidade oriental da cordilheira segue para o sudeste a partir do Olimpo pela costa do Egeu até a península de Magnésia, que envolve o golfo Pagasético (também chamado de golfo de Volos) formando uma enseada. O maior rio da Tessália, o Pineios, corre para o leste a partir do centro da cordilheira de Pindo, logo ao sul dos picos, e desemboca no golfo Termaico.
As terras baixas de Trícala e Lárissa formam uma planície circundada por um anel montanhoso. Por causa dos verões e invernos bem definidos e das intensas chuvas de verão, esta planície é muito fértil e, por isso, a Tessália é conhecida como "Celeiro da Grécia". Ainda hoje, a região detém a maior produção agrícola do país.
Além disso, a região tem fronteira topográficas bem definidas: os montes Chasia e Kamvounia estão ao norte, o maciço do Olimpo, para o nordeste. Para o oeste está a cordilheira de Pindo e, para o sudeste, os montes costeiros de Óssa e Pelion.
Diversos afluentes do Pineios também irrigam a região.

## Mitologia
Na Odisseia, Ulisses visita o reino de Aeolus, o nome antigo da Tessália. Além disso, a planície da Tessália, que está entre o Monte Oeta e o Monte Olimpo, é o local da batalha entre os titãs e os olímpicos.
Ainda de acordo com as lendas gregas, Jasão e os Argonautas se lançaram em busca do "Velocino de Ouro" partindo da península de Magnésia.

## História

### História antiga
Importantes traços de culturas neolíticas e calcolíticas foram descobertas na Tessália datando do período entre 6 000 e 2 500 a.C. (veja cerâmica cardial, Dimini e Sesklo). Assentamentos micênicos também foram descobertos na região, como Iolcos, Dimini e Sesklo (perto de Vólos). Durante os períodos arcaico e clássico, as terras baixas da Tessália foram ocupadas por famílias aristocráticas gregas, como os Aleuadas (Aleuadae) de Lárissa ou os Escópades (Scopades) de Crannon. No século IV a.C., Jasão de Feras transformou a região numa potência militar, revivendo brevemente o auge do poderio tessálio do início do período arcaico. Logo depois, Filipe II da Macedônia foi nomeado arconte da Tessália e ela passou, a partir daí e por alguns séculos, a ser associada ao Reino da Macedônia.
No final da Primeira Guerra Macedônica em 197 a.C., o general romano Flamínio libertou a região juntamente com Orestis. Em 146 a.C., a Tessália passou para o controle direto do Império Romano e foi incorporada à nova província da Macedônia juntamente com o Velho Epiro.
Durante a reforma de Diocleciano (r. 284-305), as províncias da Grécia romana foram reformuladas e a província da Tessália foi criada, subordinada à Diocese da Mésia da Prefeitura pretoriana da Itália. Quando Constantino I (r. 306–337) repartiu a Diocese da Mésia para criar a Diocese da Macedônia, a Tessália passou a subordinar-se a ela. Quando a prefeitura pretoriana da Ilíria foi criada em meados do século IV, a Diocese da Macedônia passou para sua jurisdição levando consigo a Tessália.
Entre 395 e 397, assim como a maior parte da Grécia, a Tessália foi ocupada pelos visigodos de Alarico, que só foram expulsos depois da campanha do general romano Estilicão.

#### Sés episcopais
As sés episcopais da província que aparecem no Anuário Pontifício como sés titulares são:
- Tessália I
  - Calidão
  - Cardícia (Gardiki, Trícala)
  - Cesareia na Tessália
  - Demétrias
  - Equino (Echinus; Echinaioi)
  - Ezero (Nezero)
  - Gomphi
  - Lâmia
  - Lárissa na Tessália
  - Lidorício (Lidoriki)
  - Farsalos
- Tessália II
  - Marmarizana

### Invasões ávaras e período bizantino
Depois da queda do Império Romano do Ocidente, a Tessália foi herdada pelo Império Bizantino no oriente.
Os ávaros chegaram ao continente europeu na década de 550:29 e conseguiram se impor sobre os eslavos, que, divididos por disputas tribais, foram incapazes de se defender.:30 Os ávaros se aproveitaram  e conseguiram uni-los num poderoso exército e, no século VII, esta nova aliança ávaro-eslava começou a atacar o território bizantino, cercando Tessalônica (617) e também a capital imperial, Constantinopla.
De acordo com o "Sinecdemos", no século VI, a província tinha 16 cidades, incluindo as ilhas de Escíatos, Escópelos e Peparisto. Assim como a maior parte dos Bálcãs, a Tessália sofreu muito com as invasões eslavas entre os séculos VI e VIII: não menos do que cinco entre as principais cidades da região desapareceram depois do século VII e tribos eslavas se assentaram nas regiões norte e nordeste da Tessália. Esta região também recebeu uma grande quantidade de pastores valáquios e passou a ser chamada de "Grande Valáquia". No século VIII, os eslavos já haviam ocupado a maior parte dos Bálcãs, da Áustria ao Peloponeso e do Adriático até o Mar Negro, com exceção da região costeira e de alguns enclaves nas montanhas da península da Grécia:36. As relações entre os invasores e os gregos nativos eram provavelmente pacíficas, com a possível exceção do período inicial da invasão e durante algumas revoltas que irrompiam intermitentemente.:63
Depois que impulso inicial das guerras bizantino-árabes se abateu, o Império Bizantino começou a consolidar seu controle sobre as regiões do interior da Grécia que haviam sido ocupadas pelas tribos eslavas. Depois das campanhas do general Estaurácio em 782-783, os bizantinos conseguiram recuperar a Tessália (que foi incorporada ao Tema Heládico), capturando muitos prisioneiros no processo. Apesar dos raides búlgaros e dos ataques dos piratas sarracenos, a província conseguiu gradualmente ir se recuperando, principalmente depois do reinado de Nicéforo I, o Logóteta e a, depois do século IX, nove novas cidades despontaram na Tessália. Com exceção de algumas expedições militares contra os eslavos, o processo de re-helenização prosseguiu e passou a envolver grandes movimentações, por vezes forçadas, de populações inteiras:81. Muitos eslavos foram transferidos para outras partes do império, principalmente para a Anatólia, onde passaram a servir no exército bizantino:66. Por outro lado, muitos gregos que viviam na Sicília e na Ásia Menor foram levados para o interior da Grécia para aumentar o número de potenciais soldados à disposição do imperador e também para diluir a concentração da população eslava:82. Além disso, conforme mais e mais territórios bizantinos iam sendo perdidos nos séculos seguintes (Sicília, sul da Itália, Ásia Menor), os gregos que viviam nestas regiões geralmente voltavam para a Grécia como refugiados.
Em 977, a Tessália passou a ser alvo dos ataques do Império Búlgaro e, em 985, durante a guerra contra Basílio II, o tsar Samuel da Bulgária saqueou Lárissa. Apesar da grande proporção de sua campanha na Tessália e no Peloponeso, Samuel foi derrotado na Batalha de Esperqueu.

### Alta Idade Média

Diversos estados latinos foram criados na Grécia depois da conquista de Constantinopla pelos latinos. A Tessália trocou de mãos diversas vezes na época.

A insatisfação geral com os altos impostos levou, em 1066, a uma revolta aberta das populações aromaniana e búlgara da Tessália, liderados pelo senhor local Niculitza Delfina. Esta revolta, que começou em Lárissa, logo se expandiu para Trícala e depois avançou para o norte em direção à fronteira bizantino-búlgara. A revolta só terminou depois que o imperador aceitou negociar, mas, ainda assim, ele prendeu Niculitza e o manteve cativo em Amaseia, na costa do Mar Negro na Ásia Menor.
Entre 1199 e 1201, outra revolta, liderada por Manuel Camitzes, genro do imperador bizantino Aleixo III Ângelo, fracassou.
Em 1204, depois da conquista de Constantinopla pela Quarta Cruzada, a Tessália foi conquistada pelo Reino da Tessalônica de Bonifácio I de Monferrato. A região, cujo território se sobrepunha parcialmente ao da Grande Valáquia, foi libertada por Teodoro Comneno Ducas, do Despotado de Epiro, em 1215. Ela permaneceu sob o comando de Teodoro e de seus sucessores em Tessalônica até 1239, quando um monarca deposto da cidade, Manuel Comneno Ducas, a conquistou de seu sobrinho, João Comneno Ducas, assegurando assim seu próprio quinhão entre as muitas posses da família na região. Quando Manuel morreu, c. 1241, a Tessália passou para o controle do déspota do Epiro Miguel II Comneno Ducas. Finalmente, quando este morreu c. 1268, a Tessália tornou-se uma possessão de um ramo distinto - e ilegítimo - da família comandado por João I Ducas, cujas possessões se estendiam até a Acarnânia e a Etólia. Em 1309, os almogávares da Companhia Catalã do Oriente (Societas Catalanorum Magna) se assentaram na região. No ano seguinte, passaram a servir como mercenários ao sebastocrator João II Ducas e tomaram o despotado. De lá, seguiram para o Ducado de Atenas a pedido do duque Gualtério V de Brienne. Em 1318, com o fim da dinastia Ângelo, os almogávares ocuparam Siderocastro e o sul da Tessália (1319), fundando o Ducado de Neopátria.
À extinção do ramo Ângelo seguiu-se um período de independência da Tessália, mas a situação na região era cada vez mais caótica. Na década de 1330, uma nova tentativa de assegurar o controle epirota sobre a região resultou numa invasão dos bizantinos, que controlaram a região entre 1335 e 1336. Porém, a reconquista não durou muito, pois a guerra civil de 1341-1347 enfraqueceu o império e permitiu que os sérvios se aproveitassem para conquistar as províncias bizantinas nos Bálcãs. A Tessália caiu em 1348, com a nobreza local reconhecendo a autoridade do expansionista imperador sérvio Estêvão Uresis IV. A morte deste e do governador e general Gregório Prealimpo no inverno de 1355-1356 provocou novas revoltas.
A autoridade sérvia foi finalmente erradicada por Nicéforo Orsini, mas, depois que ele morreu na Batalha de Anquíalo em 1359, a Tessália passou para o controle do meio-irmão de Estêvão, Simeão Uresis, que governava a partir de Trícala e se auto-proclamava "imperador do gregos e sérvios". Este período, de relativa prosperidade, continuou depois que a linhagem sérvia se extinguiu por volta de 1373.

#### Governantes da Tessália
- Teodoro Comneno Ducas (1215–1230), arconte, imperador auto-proclamado a partir de 1227
- Manuel Comneno Ducas (1230–1237 e 1239–1241), déspota
- João Comneno Ducas (1237–1239), déspota
- Miguel II Comneno Ducas (1241–c. 1268), déspota
- João I Ducas (c. 1268– 1289), sebastocrator
- Constantino Ducas (1289–1303), sebastocrator
- João II Ducas (1303–1318), sebastocrator
- Estêvão Gabrielópulo (1318–1332), sebastocrator (vassalo dos bizantinos)
- João II Orsini (1332–1335), déspota (do Epiro)

(controle bizantino - 1335–1348)
- Miguel Monômaco (1333–1342), governador (a partir de 1333, na Tessália oriental; a partir de 1335, em toda a região)
- João Ângelo (1342–1348), governador e sebastocrator

(controle sérvio - 1348–1356)
- Gregório Prealimpo (1348–1356), césar (césar)

- Nicéforo II Orsini (1356–1359), déspota
- Simeão Uresis Paleólogo (1359–c. 1370), "imperador dos sérvios e gregos"
- João Uresis Ducas Paleólogo (c. 1370–c. 1373), "imperador dos sérvios e gregos"

(suserania bizantina -  ca. 1373–1394)
- Aleixo Ângelo Filantropeno (ca. 1373–c. 1390), césar
- Manuel Ângelo Filantropeno (ca. 1390–1393), césar

(conquista otomana)

### Tessália otomana
Os otomanos invadiram a Tessália pela primeira vez em 1386, quando Gazi Evrenos tomou Lárissa por um tempo, reduzindo o território dos  Ângelos-Filantropenos aos seus domínios na Tessália ocidental, perto de Trícala. Em 1392-1393, a segunda fase da invasão começou, novamente sob o comando de Evrenos. Os otomanos derrotaram Manuel Ângelo Filantropeno e retomaram Lárissa. A conquista se completou nos anos seguintes e, a partir de 1394, sob a supervisão pessoal do sultão Bajazeto I. As fortalezas de Vólos, Farsala, Domokos e Neopatras foram tomadas e, em 1395-1396, Trícala também caiu. Depois da desastrosa Batalha de Ancara (1402), os otomanos foram forçados a devolver a metade oriental da Tessália para os bizantinos enquanto que a outra metade passou a ser virtualmente independente. Dois castelos, Pteleos e Gardiki, passaram para os venezianos. Foi somente em 1423, depois do período conhecido como "Interregno Otomano", que o novo sultão, Murade II, reconquistou a Tessália e instalou ali colonos muçulmanos vindos da região de Cônia (que passaram a ser conhecidos como koniars, Κονιάροι) para assegurar o controle da região. Turakhan Beg tornou-se o primeiro governador muçulmano da Tessália. Gardiki e Pteleos conseguiram resistir ainda até 1470, quando finalmente caíram.
Em 1821, partes da Tessália e da Magnésia participaram das primeiras revoltas da Guerra da Independência da Grécia, mas foram rapidamente sufocadas. A Tessália passou a integrar a Grécia somente em 1881, depois do Tratado de Berlim.

## Tessália moderna

### Demografia
De acordo com o censo liderado pelo ESYE em 2011, a população da Tessália era de 732 762 e representava 6,8% da população grega na época, uma redução de 2,8% em relação a 2001, mas ainda assim o suficiente para que a região se colocasse como a terceira mais populosa da Grécia.
A região metropolitana de Lárissa, a capital da Tessália, tem mais de 230 000 habitantes, a maior da região.

### Principais assentamentos
- Carditsa (Καρδίτσα)
- Lárisa (Λάρισα)
- Néa Ionía (Νέα Ιωνία)
- Trícala (Τρίκαλα)
- Vólos (Βόλος)
- Elassona (Ελασσόνα)
- Farsala (Φάρσαλα)